# Illes d'Addaia
Les illes d'Addaia són un grup de dues petites illes i un illot que tanquen el Port d'Addaia pel nord-est. Pertanyen al municipi d'Es Mercadal a Menorca.
A les illes d'Addaia hi ha una subespècie pròpia Podarcis lilfordi ayaddae de la sargantana gimnèsia. També hi ha la gavina comuna i el cagaire (Phalacrocorax aristotelis).

## Subdivisió
- illa Gran d'Addaia: Amb una extensió de 7,02 hectàrees. A una distància de 145 m de Menorca, l'altitud màxima és de 20,8 m.
- illa Petita d'Addaia: Té una extensió de 3,97 hectàrees. A 515 metres de distància de Menorca i amb l'altitud màxima de 9,65 m.
- illot de ses Àligues : Extensió de 0,27 hectàrees. A 341 m de Menorca i amb una altitud màxima 17,5 m.
- Illot d'en Carbó: Té una extensió de 0,20 hectàrees, està a una distàncai de 160 m de Menorca i la seva altitud màxima és de 5m.
- Illot d'en Carbonet: Té una extensió de 0,16 hectàrees, està a una distància de 145 m de Menorca i la seva altitud màxima és de 5m.